# Terremoto de Puchuncaví de 2007
El terremoto de Puchuncaví de 2007 fue un movimiento telúrico registrado el sábado 15 de diciembre de 2007 a las 15:22 (hora local). Tuvo una magnitud de 6 grados en la escala de Richter y se pudo percibir desde la Región de Coquimbo hasta la Región del Maule.
El sismo provocó trizaduras en vidrios, deslizamientos menores y caída de objetos. Las autoridades dijeron que no había ninguna posibilidad de un tsunami.

## Intensidades
| Lugar           | Intensidad |
| --------------- | ---------- |
| Puchuncaví      | VI         |
| San Felipe      | V          |
| Gran Valparaíso | V          |
| La Ligua        | IV         |
| Los Andes       | IV         |
| Papudo          | IV         |
| Petorca         | IV         |
| San Antonio     | IV         |
| Santiago        | IV         |
| Illapel         | III        |
| Rancagua        | III        |
| San Fernando    | II         |